# Satirnine
Satirnine var ett svenskt rockband bildat hösten 1999. Gruppen hette ursprungligen Saturnine, men bandnamnet ändrades då det uppdagades att ett amerikanskt band med samma namn existerade.
2002 släppte gruppen två singlar: "Hey No Hell" och "No Blessings No Reasons". Gruppen medverkade också med låten "Mama's Boy" på tributalbumet The Song Ramones the Same.
Merparten av låtarna från singlarna kom senare att inkluderas på debutalbumet Void of Value, som utkom året efter på White Jazz Records.
2004 användes Satirnines låt "Ambivalent Song" i filmen Hip hip hora! och fanns också med på soundtracket. Den fanns också med i filmmusiken till Fröken Sverige. 2005 medverkade gruppen, med den tidigare outgivna låten "Cut Loose", på samlingsskivan För dom vi skickar tillbaks.
Någon gång därefter splittrades bandet. Efter uppbrottet fortsatte gitarristen Canan Rosén i bandet Tiger Bell. Under 2017 ledde Rosén projektet Riot grrrl sessions. Genom crowdfunding samlade projektet in 70 000 kronor för att spela in en skiva med musik som komponeras, framförs, och produceras av kvinnliga musiker från olika band. 3 februari 2018 släpptes första låten, Terror Girls, och 23 februari släpps skivan The First Session.

## Medlemmar
- Hanna Engström – trummor
- Canan Rosén – gitarr
- Thilda Stendahl – sång
- Emma Söderberg – basgitarr
- Charlotte Centervall – gitarr[7]

## Diskografi
Studioalbum
- 2003 – Void of Value (CD, LP)

Singlar
- 2002 – "Hey No Hell" / "Oughtha Come Home" (CD)
- 2002  – "No Blessings No Reasons" ("Copy Cat" / "Hey No Hell" / "No Reason") (7" vinyl, maxi-singel)
- 2003 – "Ambivalent Song" (digipak)